# طوائف هندوسية

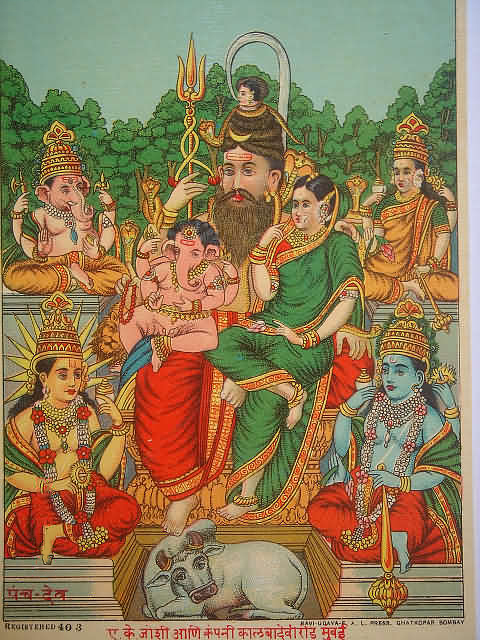

الطوائف الهندوسية: تقاليد داخل الهندوسية، تتركز على آلهة، أو إله، أو أكثر، مثل شيڤا، وڤيشنو، وبراهما. يُستخدم في بعض الأحيان مصطلح "سامبراداياس" للتعبير عن قيادة غورو محدد، وفلسفة معينة.

## الهندوسية ليس لها سلطة عقائدية مركزية، ولا يدّعي العديد من الهندوس المتدينين أنهم ينتمون إلى أي طائفة أو تقليد معين.[3]ومع ذلك، تُستخدم أربعة تقاليد رئيسية في الدراسات العلمية: فيشنوية، والشيفاوية، والشاكتية، والسمارتية.[4][5]يُشار إليها أحيانًا باسم الطوائف الهندوسية، وتختلف في الإله الأساسي في مركز المعتقد. من السمات البارزة في الطوائف الهندوسية: أنهم لا ينكرون مفاهيم أخرى للألوهية، أو الإله، وغالبًا ما يحتفلون بالآخر على أنه معادل إيمانيًا. تختلف طوائف الهندوسية، كما يقول ليبنر، عن تلك الموجودة في الديانات الرئيسية في العالم؛[6]لأن الطوائف الهندوسية غير واضحة مع اعتناق الأفراد لأكثر من طائفة واحدة، ويقترِح مصطلح: «اللّامركزية الهندوسية».[7]
رغم احتواء الهندوسية على العديد من الطوائف والفلسفات، إلا أنها مرتبطة بالمفاهيم المشتركة، والطقوس المعروفة، وعلم الكونيات، والموارد النصية المشتركة، والحجّ إلى المواقع المقدسة، والتشكيك في السلطة.

## علم التصنيف
يشترك الهندوس في مجموعة متنوعة من الأفكار حول الروحانية والتقاليد، ولكن ليس لديهم نظام إكليركي، ولا سلطات دينية لا يمكن التشكيك فيها، ولا هيئة حاكمة، ولا نبي (أو أنبياء) ولا أي كتاب مقدس مُلزِم؛ يمكن للهندوس أن يختاروا أن يكونوا مؤمنين بتعدد الآلهة، أو وحدوية الوجود، أو الديانات التوحيدية، أو أحادية الدين، أو اللاأدرية، أو ملحدين، أو إنسانيين.
يمكن تقسيم الهندوسية -مثلما هو معروف بشكل عام- إلى عدد من التيارات الرئيسية حسب التقسيم التاريخي إلى ستة دارسانا (فلسفات)، هناك مدرستان، فيدانتا، ويوغا، هما الأبرز حاليًّا. تُصنّف حسب الإله الأساسي، أو الآلهة؛ إذ هناك أربعة تيارات هندوسية رئيسية هي الفيشنافية (فيشنو)، شيفا (الشيفوية)، الشاكتية (ديڤي)، والسمارتية (خمسة آلهة تُعامل بنفس الطريقة). تتميز هذه الطوائف التي تتمحور حول الإله بتجميع الفلسفات المختلفة، مثل: سمخيا، ويوغا، وفيدانتا، بالإضافة إلى المفاهيم الروحية المشتركة، مثل: موكشا، ودهارما، وكارما، وسامسارا، والمبادئ الأخلاقية، مثل: أهيمسا، والنصوص (الأوبنشاد وبوراناس وماهابهاراتا وآجاماس)، قواعد الطقوس، وطقوس المعبر.

## الهندوسية الشعبية
يصنف ماكدانيل (2007) الهندوسية إلى ستةِ أنواع رئيسية، والعديدِ من الأنواع الصغيرة، من أجل فهم التعبير عن العواطف بين الهندوس. الأنواع الرئيسية -وفقًا لماكدانيال-: الهندوسية الشعبية: تعتمد على التقاليد المحلية، والطوائف من الآلهة المحلية، وهي أقدم نظام غير متعلم. إنها تقليد ما قبل الڤيدية، يمتد إلى عصور ما قبل التاريخ، أو قبل كتابة الڤيدا. تتضمن الهندوسية الشعبية عبادة الآلهة التي لا توجد في الكتب المقدسة الهندوسية. تتضمن عبادة جراماديڤادا (إله القرية) وكولديفتا (إله المنزل)، والآلهة المحلية. دين شعبي أو ديني قَبَلي، مُشرَك الآلهة، روحاني أحيانًا على أساس المنطقة، والمجتمع. وشكل العبادة -مع وجودٍ لنصوص محلية- لا تعد ولا تحصى في اللغة المحلية. في معظم الحالات، تمتلك هذه الأديان كاهنًا خاصًّا بها، ومعظمهم يعبدون فقط الآلهة النظامية (في القرى أو بين الطبقات الفرعية -كولديفتا، جراماديڤادا) التي ترتبط أسطورة أصلها بمكان العبادة، أو البانثيون الخاصة بها، والتي تتضمن أيضًا الأرواح، أو الأبطال المتحدّين. يمكن أن يُستحوَذَ على البشر من قبل هذه الآلهة، أو الأرواح. من منظور الهندوسية البراهمانية، أو السنسكريتية، يُعَدّ شكل العبادة هذا مدنسًا في كثير من الحالات، لذلك فإن الدين الشعبي غالبًا ما يكون متوترًا مع الهندوسية البراهمانية. في ما يسمى بالهندوسية الشعبية، عادة ما يُجمع بين الشكل الشعبي للهندوسية البراهمانية السنسكريتية مع جوانب الدين الشعبي.

## الديموغرافيا
لا توجد بيانات إحصائية متاحة حول التاريخ الديموغرافي، أو الاتجاهات للتقاليد داخل الهندوسية. تختلف التقديرات على العدد النسبي للأتباع في التقاليد المختلفة للهندوسية. وفقًا لتقدير عام 2010 من قبل جونسون وجريم، تعتبر تقاليد الفيشنوية أكبر مجموعة؛ إذ تحوي حوالي 641 مليونًا، أو: 67.6% من الهندوس ،وتليها الشيفاوية مع 252 مليونًا، أو: 26.6% والشاكتية مع 30 مليونًا، أو: 3.2%، والتقاليد الأخرى -بما في ذلك الهندوسية الجديدة، والهندوسية المُحَسَّنة- بنسبة 25 مليونًا، أو: 2.6%. في المقابل -وفقًا لجونز وريان- تعد الشيفاوية أكبر تقاليد الهندوسية.
وفقًا لجالفن فلود، يصعب الفصل بين تقاليد الشيفاوية، والشاكتية؛ إذ يُقدِّسُ العديدُ من الهندوس الشيفاويين الإلهةَ شاكتي بانتظام. تختلف طوائف الهندوسية -كما يقول يوليوس ليبنر- عن تلك الموجودة في الديانات الرئيسية في العالم؛ لأن الطوائفَ الهندوسيةَ غيرُ واضحةٍ بوجود الأفراد الذين يقدِّسون الآلهة، والإلهات، بشكل لامركزي، مع اعتراف العديد من أتباع شيفا، وفاشنافا بسِرِي (لاكشمي) وبارفاتي، وساراسواتي، وغيرها جوانب للإلهة ديفي. وبالمثل، يقدّس هندوس شاكتا لشيفا، وإلهات مثل: بارفاتي (مثل دورغا، ورادها، وسيتا، وغيرها) والساراسواتي مهمة في تقاليد شيفا، وفايشنافا.

## الموارد
1. ↑  Lance Nelson (2007), An Introductory Dictionary of Theology and Religious Studies (Editors: Orlando O. Espín, James B. Nickoloff), Liturgical Press, (ردمك 978-0814658567), pages 562–563
2. ↑  Julius J. Lipner (2009), Hindus: Their Religious Beliefs and Practices, 2nd Edition, Routledge, (ردمك 978-0-415-45677-7), pages 377, 398
3. ↑  Werner 1994، صفحة 73
4. ↑  Nath 2001، صفحة 31.
5. ↑  Flood 1996، صفحة 113, 134, 155–161, 167–168.
6. ↑  George Lundskow (2008). The Sociology of Religion: A Substantive and Transdisciplinary Approach. SAGE Publications. ص. 252–253. ISBN:978-1-4522-4518-8. مؤرشف من الأصل في 2020-04-28.
7. ↑  Julius J. Lipner (2009), Hindus: Their Religious Beliefs and Practices, 2nd Edition, Routledge, (ردمك 978-0-415-45677-7), pages 371–375
8. ↑  Frazier، Jessica (2011). The Continuum companion to Hindu studies. London: Continuum. ص. 1–15. ISBN:978-0-8264-9966-0.{{استشهاد بكتاب}}:  صيانة الاستشهاد: التاريخ والسنة (link)
9. ↑  MK Gandhi, The Essence of Hinduism, Editor: VB Kher, Navajivan Publishing, see page 3; According to Gandhi, "a man may not believe in God and still call himself a Hindu." نسخة محفوظة 6 مارس 2020 على موقع واي باك مشين.
10. ↑  Lester Kurtz (Ed.), Encyclopedia of Violence, Peace and Conflict, (ردمك 978-0123695031), Academic Press, 2008
11. ↑  Julius J. Lipner (2009), Hindus: Their Religious Beliefs and Practices, 2nd Edition, Routledge, (ردمك 978-0-415-45677-7), page 8; Quote: "(...) one need not be religious in the minimal sense described to be accepted as a Hindu by Hindus, or describe oneself perfectly validly as Hindu. One may be polytheistic or monotheistic, monistic or pantheistic, even an agnostic, humanist or atheist, and still be considered a Hindu."
12. ↑  Matthew Clarke (2011). Development and Religion: Theology and Practice. Edward Elgar. ص. 28. ISBN:9780857930736. مؤرشف من الأصل في 2014-09-20.
13. ↑  Flood 1996، صفحات 113, 154.
14. ↑  Julius J. Lipner (2010), Hindus: Their Religious Beliefs and Practices, 2nd Edition, Routledge, (ردمك 978-0-415-45677-7), pages 17–18, 81–82, 183–201, 206–215, 330–331, 371–375
15. ↑  June McDaniel "Hinduism", in John Corrigan, The Oxford Handbook of Religion and Emotion, (2007) Oxford University Press, 544 pages, pp. 52–53 (ردمك 0-19-517021-0)
16. ↑  "Folk Hinduism". sociology.iresearchnet. مؤرشف من الأصل في 2019-09-14.
17. ↑  Michaels، Axel (2004). Hinduism: Past and Present. ISBN:0691089523. مؤرشف من الأصل في 2020-04-28. {{استشهاد بكتاب}}: تجاهل المحلل الوسيط |موقع= (مساعدة)
18. ↑  The global religious landscape: Hindus, Pew Research (2012) نسخة محفوظة 2020-02-09 على موقع واي باك مشين.
19. ↑  Johnson، Todd M؛ Grim، Brian J (2013). The World's Religions in Figures: An Introduction to International Religious Demography. John Wiley & Sons. ص. 400. ISBN:9781118323038. مؤرشف من الأصل في 2019-12-09.
20. ↑  Constance Jones؛ James D. Ryan (2006). Encyclopedia of Hinduism. Infobase. ص. 474. ISBN:978-0-8160-7564-5. مؤرشف من الأصل في 2020-04-25.
21. ↑  Gavin Flood (2008). The Blackwell Companion to Hinduism. John Wiley & Sons. ص. 200. ISBN:978-0-470-99868-7. مؤرشف من الأصل في 2019-12-23., Quote: "it is often impossible to meaningfully distinguish between Saiva and Sakta traditions".
22. ↑  Julius J. Lipner (2009), Hindus: Their Religious Beliefs and Practices, 2nd Edition, Routledge, (ردمك 978-0-415-45677-7), pages 40–41, 302–315, 371–375